# State Bank of India
State Bank of India (SBI; en hindi: भारतीय स्टेट बैंक) es la mayor compañía estatal del sector bancario y de servicios financieros en la India. El banco traza sus orígenes a la India Británica, a través del Imperial Bank of India, a su fundación en 1806 como el Banco de Calcuta, haciéndolo por ello el banco comercial más antiguo del Subcontinente Indio. El Banco de Madrás se fusionó con otros dos bancos presidenciales, Banco de Calcuta y Banco de Bombay, para formar el Imperial Bank of India (Banco Imperial de la India). El gobierno de la India nacionalizó el Imperial Bank of India en 1955, alcanzando la Reserva Nacional de India (el banco central de la India) el 60% de participación accionarial, y lo renombró State Bank of India. En 2008, se hizo cargo de la participación que mantenía la Reserva Nacional de India.
SBI proporciona una amplia variedad de productos bancarios a través de su vasta red de sucursales en India y en el extranjero, incluidos productos dirigidos a No Residentes Indios (NRI). El Grupo State Bank, con más de 16.000 sucursales, tiene la mayor red de oficinas bancarias en India. Está considerado a la vez el mejor banco en el extranjero, disponiendo de 130 sucursales en el extranjero, y es una de las mayores instituciones financieras del mundo. Con activos base de $352.000 millones y depósitos por valor de $285.000 millones, es un gigante financiero regional. Tiene un rango de mercado entre los bancos comerciales indios de cerca del 20% en depósitos y anticipos, y también alcanza casi una quinta parte de los préstamos nacionales.
El State Bank of India es la 29ª compañía con mejor reputación del mundo según Forbes. También el SBI es el único banco en obtener figuras destacadas en la codiciada lista de las "10 mayores marcas comerciales de India" en al encuesta anual de Brand Finance y The Economic Times en 2010. El State Bank of India es el mayor de los Cuatro Grandes Bancos de India, junto con el ICICI Bank, Punjab National Bank y el Canara Bank —sus principales competidores.

## Historia

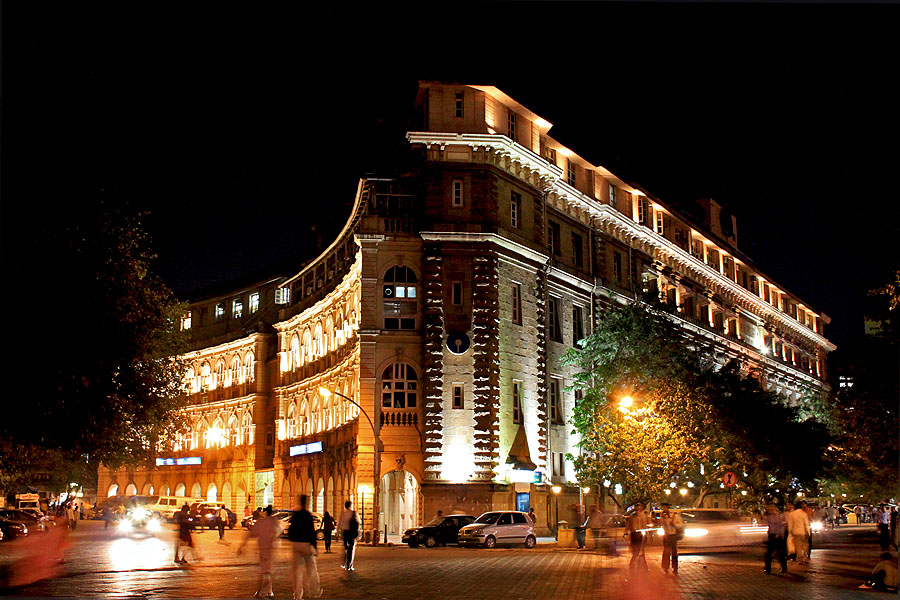
Marca Principal en Bombay del State Bank of India.

Las raíces del State Bank of India están en la primera década del siglo XIX, cuando el Banco de Calcuta, después renombrado Banco de Bengala, fue fundado el 2 de junio de 1806. 
El Banco de Bengala y dos otros bancos presidenciales se fusionaron el 34 de enero de 1921, y la entidad surgida de la reorganización bancaria tomó el nombre de Imperial Bank of India. El Imperial Bank of India permaneció como una sociedad anónima.
De conformidad con las disposiciones del Acta del State Bank of India Act (1955), el Banco de la Reserva Nacional de India, adquirió una participación accionarial de control en el Imperial Bank of India. El 30 de abril de 1955, el Imperial Bank of India se convirtió en State Bank of India. 
El gobierno de la India, para eliminar cualquier conflicto de intereses debido a que el Banco de la Reserva Nacional es la entidad regulatoria del sistema bancario en el país, en 2008, se hizo cargo de la participación que mantenía la Reserva Nacional de India.

## Presencia internacional

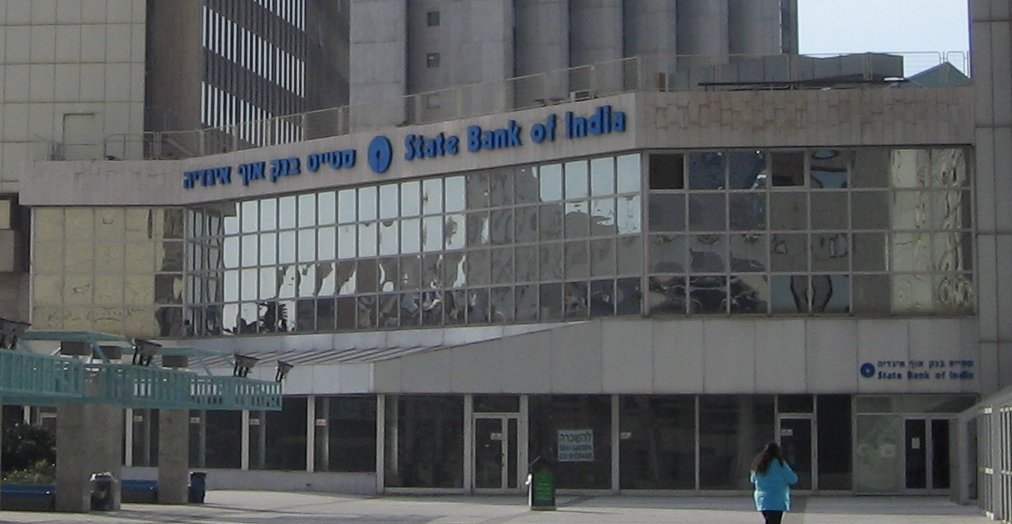
La sucursal israelí del State Bank of India localizada en Ramat Gan.

A 31 de diciembre de 2009, el banco tenía 131 oficinas en el extranjero repartidas entre 32 países. Tiene sucursales en Colombo, Daca, Fráncfort del Meno, Hong Kong, Teherán, Johannesburgo, Londres, Los Ángeles, Malé en las Maldivas, Mascate, Nueva York, Osaka, Sídney, y Tokio. Tiene unidades de banca offshore en Bahamas, Baréin, y Singapur, y oficinas representativas en Bután, Ciudad del Cabo, y Boston.
SBI opera diferentes subsidiarias y filiales en el extranjero. En 1990, estableció un banco offshore: el State Bank of India (Mauricio).
En 1982, el banco estableció una subsidiaria, State Bank of India (California), que en la actualidad tiene ocho sucursales -siete sucursales en el estado de California y una en Washington D. C., que abrió el 23 de noviembre de 2009. Las siete sucursales en California están localizadas en Los Ángeles, Artesia, San José, Canoga Park, Fresno, San Diego y Bakersfield.
La subsidiaria canadiense, State Bank of India (Canadá) también data de 1982. Tiene siete sucursales, cuatro en el área de Toronto y tres en la Columbia Británica.
En Nigeria, SBI opera como INMB Bank. Este banco empezó en 1981 como el Indo-Nigerian Merchant Bank y recibió permiso en 2002 para iniciar operaciones de banca minorista. En la actualidad tiene cinco sucursales en Nigeria.
En Nepal, SBI posee el 50% del Nepal SBI Bank, que tiene sucursales en todo el país. En Moscú, SBI posee el 60% del Commercial Bank of India, con el Canara Bank poseyendo el resto. En Indonesia, posee el 76% del PT Bank Indo Monex.
El State Bank of India también tiene oficinas bancarias en Shanghái y planea abrir una nueva en Tianjin.
En Kenia, State Bank of India posee el 76% del accionariado del Giro Commercial Bank, que adquirió por US$8 millones en octubre de 2005.

## Bancos asociados
SBI tiene cinco bancos asociados:
- State Bank of Bikaner & Jaipur[8]
- State Bank of Hyderabad
- State Bank of Mysore
- State Bank of Patiala
- State Bank of Travancore
- State Bank of Saurashtra - fusionado con el SBI en 2008.
- State Bank of Indore - fusionado con el SBI en 2010.

Inicialmente el SBI tenía solo siete bancos asociados que con el SBI constituyen el Grupo State Bank. Todos usan el mismo logo azul —un ojo de cerradura— y todos los asociados usan el nombre "State Bank of", seguido del nombre de la sede regional. Originalmente, los siete bancos originales pertenecían a estados principescos indios hasta que el gobierno los nacionalizó entre octubre de 1959 y mayo de 1960. En sintonía con el primer Plan Quinquenal, que enfatizaba el desarrollo rural de India, el gobierno integró estos bancos en el State Bank of India para ampliar su cobertura rural. Ha habido una propuesta de fusionar todos estos bancos asociados en el SBI para crear un "mega banco" que agilizara las operaciones.
El primer paso hacia la integración ocurrió el 13 de agosto de 2008 cuando el State Bank of Saurashtra se fusionó con el SBI, reduciendo el número de bancos estatales de siete a seis. Después, el 19 de junio de 2009 consejo del SBI aprobó la fusión de su subsidiaria, el State Bank of Indore, consigo mismo. SBI mantiene el 98.3% del State Bank of Indore.
La adquisición del State Bank of Indore añadió 470 sucursales a la red existente del SBI de 12.448 sucursales y más de 21.000 ATM. Los activos totales conjuntos del SBI y del State Bank of Indore asciendían a Rs 998,119 crore en marzo de 2009. El proceso de fusión del State Bank of Indore se completó en abril de 2010, y las sucursales del SBI Indores empezaron a operar el 26 de agosto de 2010.

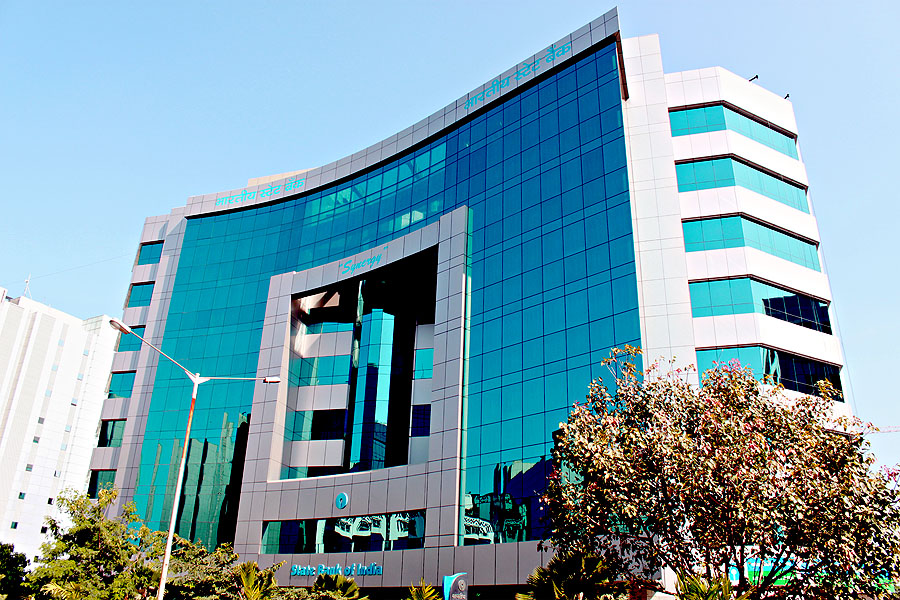
Bombay LHO del State Bank of India.

## Sucursales del SBI
- State Bank of India tiene 131 oficinas en el extranjero en 32 países en todo el globo.
- SBI tiene alrededor de 21.000 ATM; el grupo SBI (incluyendo los bancos asociados) tiene alrededor de 45.000 ATM.
- SBI tiene 26.500 sucursales, incluidas las sucursales que pertenecen a sus bancos asociados.

## Símbolo y eslogan
- El símbolo del State Bank of India es un círculo representando un ojo de cerradura con un pequeño hombre en el centro del círculo. El círculo representa la perfección y el hombre en el centro representa el negocio bancario.
- Eslóganes
  - With you all the way (Siempre contigo)
  - Pure banking nothing else (Puro negocio bancario, nada más)
  - The Banker to every Indian (El banquero de todos los indios)
  - The Nation banks on us (El banco de la nación en nosotros)